# ポータル ANNニュース&スポーツ
『ポータル ANNニュース&スポーツ』（ポータル エイエヌエヌ ニュース・アンド・スポーツ）は、2012年10月7日未明（10月6日深夜）から2015年3月29日未明（3月28日深夜）まで、テレビ朝日（ANN）系列で毎週日曜日（土曜日深夜） 0:15 - 0:45 （JST）に放送されていた報道・スポーツニュース番組である。
タイトルには「ANN」が織り込まれているが、エンディングでは平日の『報道ステーション』同様、ANN系列各社とテレビ朝日が制作者としてクレジットされる（ローカル差し替え局は除く）。

## 番組概要
2012年9月30日（29日深夜）まで放送の『ANN NEWS&SPORTS』（土曜版）で培ってきた「週末のニュースとスポーツをコンパクトに伝える」というコンセプトはそのままに、この1週間でネット上でどんなニュースが注目を集めたかという新しい内容を付け加えると共に、ANNニュースのWEBサイトの中で放送週に再生回数が多かったニュース・話題をランキング形式で1位から10位まで紹介。『ANN NEWS&SPORTS』からさらにテンポよく、ホッとくつろいで見られる新しいコンセプトを取り入れる。
なお、タイトルの「ポータル」とは「Port=港」から派生した言葉で「情報の入り口」という意味。放送上は、『ANN NEWS&SPORTS』（従来の日曜版）と区別すべく、英語での頭文字に当たる「P」を模ったロゴが使われている。
また、この番組のテーマが「くつろげるお洒落な空間」になるため、その空間を作る上で衣装にもこだわっており、キャスター陣が着る衣装が1か月に一度変わり、また、常に4人のキャスター陣の衣装が統一感の出るように構成されている。セットもこれまでのニュースは報道スタジオ、スポーツはバーチャルクロマキーだったものを、全面的にバーチャルクロマキーを使用して家庭のお茶の間をイメージしたものに一新された。
「新番組」移行後は、『土曜ワイド劇場』が15分拡大（23:06終了）されたため、当番組は「前番組」より15分遅れの0:15開始となった。
2014年3月30日（29日深夜）までの放送では、「前番組」から唯一続投した長島三奈のスポーツ特集や、ニュース担当キャスター・宇佐美佑果（テレビ朝日アナウンサー）による「ポータル特集」（一部の地域ではローカルニュースに差し替え）が見どころとなっていた。また、気象情報は番組の最後に画面上部テロップでの表示に変更された。
2013年4月から9月は、スポーツコーナーが「ビバスポ!」（Viva Spo!）とリニューアルされ、同時にこのコーナーのみ全国スポンサーが付いていた（モブキャストの一社コーナー提供）。モブキャスト内の同名Webサイトと連動する。同年10月6日（5日深夜）からは、モブキャストのスポンサー撤退に伴いスポーツコーナーが「みなスポ!」（Mina Spo!）とリニューアルされた。また、オープニングなどの映像・BGMやポータル特集コーナーも併せてリニューアルされた。
2014年4月6日（5日深夜）放送分からは、宇佐美がスポーツ担当へ変更するとともに、同期入社のアナウンサー・久冨慶子がニュース担当として新加入。番組開始からスポーツ担当の1人として出演してきた長島は、「スペシャルリポーター」という肩書でスポーツ特集の取材・報告に専念するため、不定期での出演に移行する。さらに、エンディングでは、視聴者から公式サイトなどで寄せられた写真を紹介するようになった。さらに、『リアルタイム字幕放送』を実施する。
2015年3月29日（28日深夜）の放送をもって終了し、同年4月5日（4日深夜）からの後継番組は『TOKYO応援宣言』が放送開始する。

## 最終回時点での出演者
長島以外は全員出演時点でテレビ朝日アナウンサー。
ニュース担当
- 小木逸平
- 久冨慶子 - 2014年4月6日から

スポーツ→ビバスポ!→みなスポ!→スポーツ担当
- 宇佐美佑果 - ニュース特集担当兼任、放送開始から2014年3月30日はニュース担当。
- 板倉朋希

スポーツ担当→スポーツ・スペシャルリポーター
- 長島三奈（テレビ朝日スポーツ局嘱託キャスター→フリーキャスター[9]） - 土曜日の『ANN NEWS&SPORTS』から続投。

## 過去の出演者
ビバスポ!キャラクター「エールちゃん」
- 中島愛（声優・声の出演、2013年4月 - 9月）

## テーマ音楽
オープニングテーマ
- 小林桂「IN MY WORLD」（2012年10月7日 - 2013年9月28日）
- みると「Yokohama Cafe ～Saturday Night With You～」（2013年10月6日 - 2014年3月30日）
- ももいろクローバーZ「DNA狂詩曲」（2014年4月5日 - 6月1日）
  - CM前や提供クレジットの放送中にも、BGMとして使用。使用初日のオープニングでは、長島以外のキャスター陣が、この曲に合わせて黒いビジネススーツ姿で踊る映像を特別に流した。2014年6月8日以降は、スポーツのテーマソングとして使用（後述）。
- ももいろクローバーZ「My Dear Fellow」（2014年6月8日 - 9月28日）
  - オープニング映像を一新したことに合わせて、オープニングテーマに採用した。CM前や提供クレジットの放送中にも、BGMとして使用。
- May J.「Mama found..."Forever"」（2014年10月5日 - 2015年3月29日）
  - 番組リニューアルに合わせて、オープニングテーマに採用。CM前や提供クレジットの放送中にも、BGMとして使用予定。

「ビバスポ!」テーマソング（2013年4月 - 2013年9月28日）
- クオシモード「スローモーションfeat.土岐麻子」

「みなスポ!」テーマソング（2013年10月6日 - 2014年3月30日）
- みると「Tigris ～Eternal Flow～」

「スポーツ」テーマソング
- ももいろクローバーZ「DNA狂詩曲」（2014年4月6日 - 9月28日）
- ももいろクローバーZ「My Dear Fellow」（2014年10月5日 - 2015年3月29日）

エンディングテーマ
エンディングテーマは月替わり。
- 2012年10月 - ソナーポケット「キミ記念日 〜生まれて来てくれてアリガトウ。〜」
- 2012年11月 - HAN-KUN「NOT AN EASY ROAD」
- 2012年12月 - √5「ボク時々、勇者」
- 2013年1月 - HaKU「vanitas」
- 2013年2月 - indigo la End「sweet spider」
- 2013年3月 - 湘南乃風「STAY GOLD」
- 2013年4月 - Vistlip「CHIMERA」
- 2013年5月 - OLDCODEX「Meteor Train」
- 2013年6月 - なついろ「夏の太陽のせいにして」
- 2013年7月 - MY FIRST STORY「「花」-0714-」
- 2013年8月 - 平井大「Sweet Home」
- 2013年9月 - 丸本莉子「ご機嫌ベイベー★」
- 2013年10月 - CAMOUFLAGE「リアルキニナルガール」
- 2013年11月 - 図鑑「手のなる方へ」
- 2013年12月 - ChouCho「earthlit」
- 2014年1月 - 平井大「The Light 〜青い空〜」
- 2014年2月 - やなわらばー「きっと大丈夫」
- 2014年3月 - タダシンヤ「colors」
- 2014年4月 - Salley「カラフル」
- 2014年5月 - SALU「ムーンチャイルド」
- 2014年6月 - THE 野党「虹」
- 2014年7月 - MY FIRST STORY「Love Letter」
- 2014年8月 - ケツメイシ「RHYTHM OF THE SUN」
- 2014年9月 - KK「心根」
- 2014年10月 - 図鑑「ペダル」
- 2014年11月 - BRIDGET「Why...」
- 2014年12月 - プルモライト「ほころび」
- 2015年1月 - Brand New Vibe「ライバル」
- 2015年2月 - THE CHERRY COKE$「MAGICAL FANTASY」
- 2015年3月 - WHY@DOLL「曖昧MOON」

## 備考
- 2015年1月25日（24日深夜）の放送は、ISILによる日本人拘束事件に関するニュースを伝えるため内容を変更しての放送となった他、0:45 - 1:15に報道特別番組を放送し（任意ネット）、当番組のキャスターである小木が引き続き出演した。(テロップも当番組のものを使用)